# Яуар Уакак
Яуар Уакак или Йауар Уакак (кечуа yawar — кровь, waqaq — плачущий; «плачущий кровью») — правитель в раннем периоде истории цивилизации инков. Он стал седьмым правителем инков, вторым в династии Ханан-Куско.

## Этимология имени
Инка Рока отправил своего восьмилетнего сына в Уайлякан в сопровождении многочисленной личной охраны. Однако сразу же после прибытия в город на процессию напали местные воины. Охрана принца в этой схватке была уничтожена хозяевами. Лишь один Тито Куси Уальпа (будущий Яуар Уакак) был отдан живым в руки Токай Капака, правителя этого города. Когда принц предстал перед ним, он неожиданно заплакал кровавыми слезами, за что его прозвали Яуар Уакак — плачущий кровью (кровавыми слезами).
Местные индейцы никогда не видели человека, который бы плакал кровавыми слезами, поэтому они восприняли кровавые слезы принца как особое знамение или предостережение. Именно поэтому Токай Капак в конце концов не убил его, а только приговорил к пожизненной ссылке в горы своей страны к пастухам лам. Там в окружении горных стад принц провел двенадцать месяцев. Позднее над ним сжалилась одна из жен Токай Капака и отпустила его.

## Биография

### Рождение
Будучи уже в преклонном возрасте, Инка Рока женился на Мама Микай, дочери правителя города Уайлякана. В числе их детей был и принц Тито Куси Уальпа, ставший позднее седьмым Сапа Инкой Королевства Куско. Но в историю Перу он вошёл под другим именем, Яуар Уакак — Плачущий Кровью.

### Правление
Яуар Уакак пробыл на троне Инков совсем недолго, умер он довольно молодым, и прославился благодаря не столько своим личным заслугам, сколько поступку Токай Капака, который пытался его убить.
Он сумел создать небольшую, но хорошо обученную и вооруженную армию, которой командовали талантливые военачальники Апо Майты и Вика-Киаро.

### Смерть
Яуар Уакак начал военную кампанию против народа Колья-суйю, в которой ему помогал народ завоеванной страны Конти-суйю. Но на пиру, который он устроил в Куско перед тем, как выступить в поход, на него напали родственные племена, и он в поисках убежища скрылся в Кориканче, или Золотом храме Солнца, вместе со своими женами. Сопротивление было бесполезным, и он вместе со многими своими приближенными был зверски убит.